# Javier Vicuña
Francisco Javier Vicuña Urtasun (Añorbe, 14 maggio 1955) è un ex calciatore spagnolo di ruolo portiere.

## Carriera
Giocò per tutta la sua carriera nel Club Atlético Osasuna.